# Sekundærrute 158
Sekundærrute 158 er en rutenummereret landevej langs kysten mellem Allinge og Nexø på Bornholm.
Rute 158 har en længde på ca. 39 km.
- Havnebryggen, Svaneke
- Randkløvevej mellem Saltuna og Bølshavn
- Stammershalle (de) ved kysten sydøst for Tejn